# Hispaniolakråka
Hispaniolakråka (Corvus leucognaphalus) är en hotad fågel i familjen kråkfåglar inom ordningen tättingar.

## Utseende och läten
Hispaniolakråkan är en stor (42–46 cm) och svart kråka med purpurfärgad eller blåaktig glans. Den svarta näbben är kraftig och tydligt böjd. Ögonen är rödaktiga, men även gult har rapporterats. Nackfjädrarna är vita längst in, vilket gett den det engelska trivialnamnet White-necked Crow, men detta kan inte ses i fält. Lätet är ovanligt för en kråka, varierat bubblande och kraxande likt en tjattrande papegoja. Även korplika läten kan dock höras.

## Utbredning och status
Fågeln förekommer enbart på Hispaniola och tillfälligt på öarna Gonâve och Isla Saona. Den behandlas som monotypisk, det vill säga att den inte delas in i några underarter.

## Status och hot
Hispaniolakråkan har minskat kraftigt i antal under 1900-talet, men verkar expandera igen och återkolonisera tidigare lämnade områden. Internationella naturvårdsunionen IUCN behåller den tills vidare i kategorin sårbar, men noterar att om trenden fortsätter kan en nergradering till en lägre hotstatus föreligga.